# Przyszedłem rozłączyć
Przyszedłem rozłączyć – powieść Jana Dobraczyńskiego z 1959 roku. 
Powieść jest historią św. Elżbiety, córki króla Węgier Andrzeja II i Gertrudy von Andechs. Powieść miała wiele wydań, przekłady na język: niemiecki (1962; 4 wydania), węgierski (1983; 2 wydania), włoski (1994)